# Île de la Harpe
L'île de la Harpe est une île artificielle du Léman située sur le territoire de la commune vaudoise de Rolle, en Suisse.

## Description
L'île est inscrite comme bien culturel suisse d'importance nationale. Sa surface est de 2 368 m2, avec une longueur de 110 mètres et une largeur maximale de 30 mètres.

## Histoire
Un village « lacustre » de l’âge du Bronze final se trouvait dans la baie de Rolle.
En marge de la construction du port actuel, dès 1837, se développe l’idée d’une île qui combinerait la fonction de brise-vagues et celle de monument à la mémoire de Frédéric-César de La Harpe, décédé en 1838. Le projet du sculpteur Antoine Veyrassat est mis au net par l’architecte Henri Fraisse. Les travaux, financés par une souscription nationale, sont réalisés en 1841-1842 par Ferdinand Favre architecte à Nyon, en profitant des pilotis du village sur palafittes pour établir l’enrochement. Un haut obélisque en calcaire blanc rappelant les mérites de La Harpe est complété deux ans plus tard, sur chaque face du socle, d’un médaillon sculpté par James Pradier. Dès 1846, les étudiants de la société de Belles-Lettres s’y retrouvent pour une fête annuelle,.
Depuis 1875, l'île est propriété de la commune de Rolle et placée sous la sauvegarde du public. Classée monument historique en 1968. Elle connut différentes utilisations temporaires ; un spectacle y fut en particulier organisé pendant l'été 2012 par la compagnie théâtrale nyonnaise Far°.
En 2020 un festival culturel qui a lieu tous les ans début septembre à Rolle a pris le nom de Festival Ile de La Harpe et y organise, depuis 2023, concerts, ateliers de danse et pièces de théâtre,

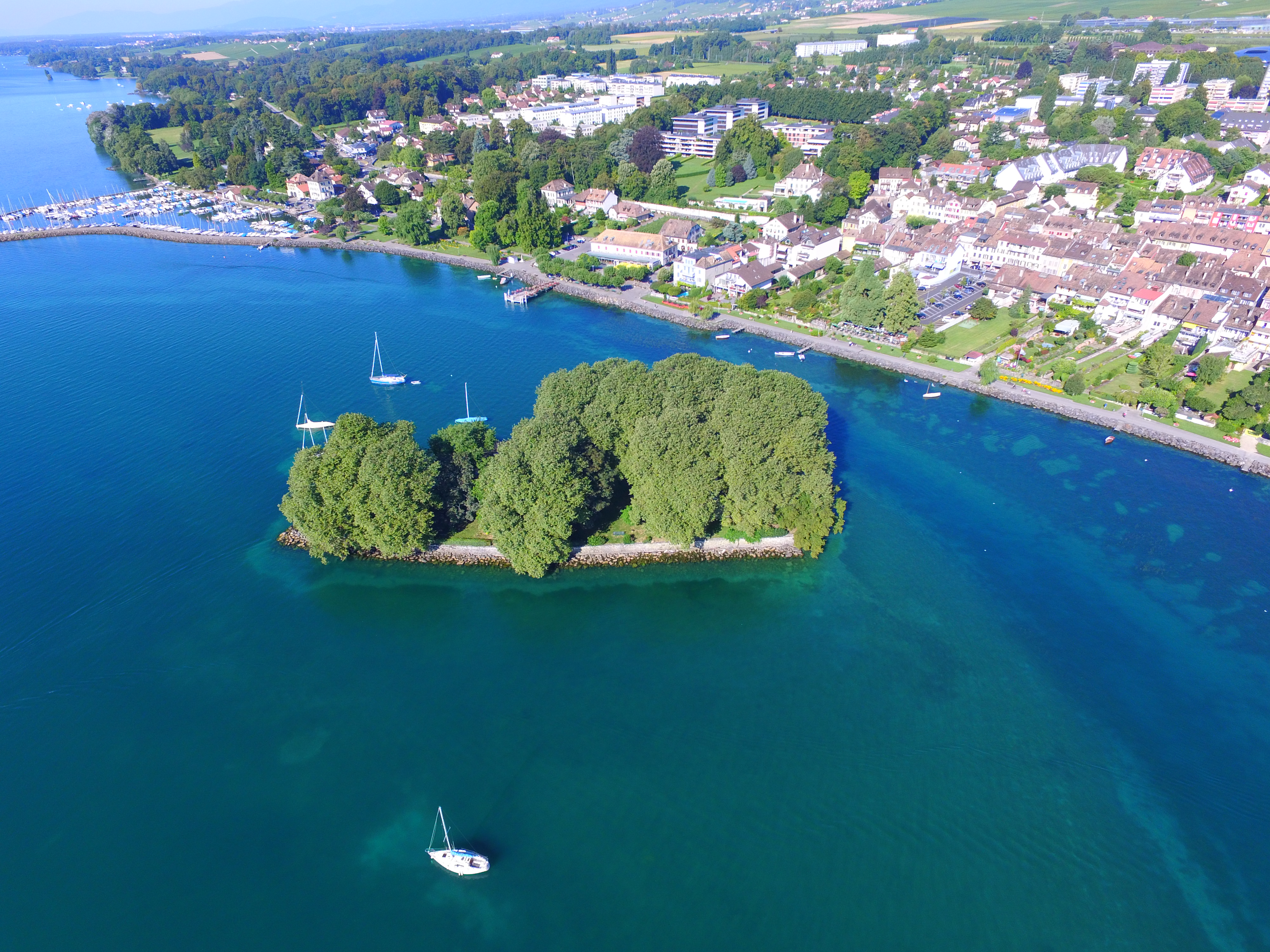
Vue du ciel
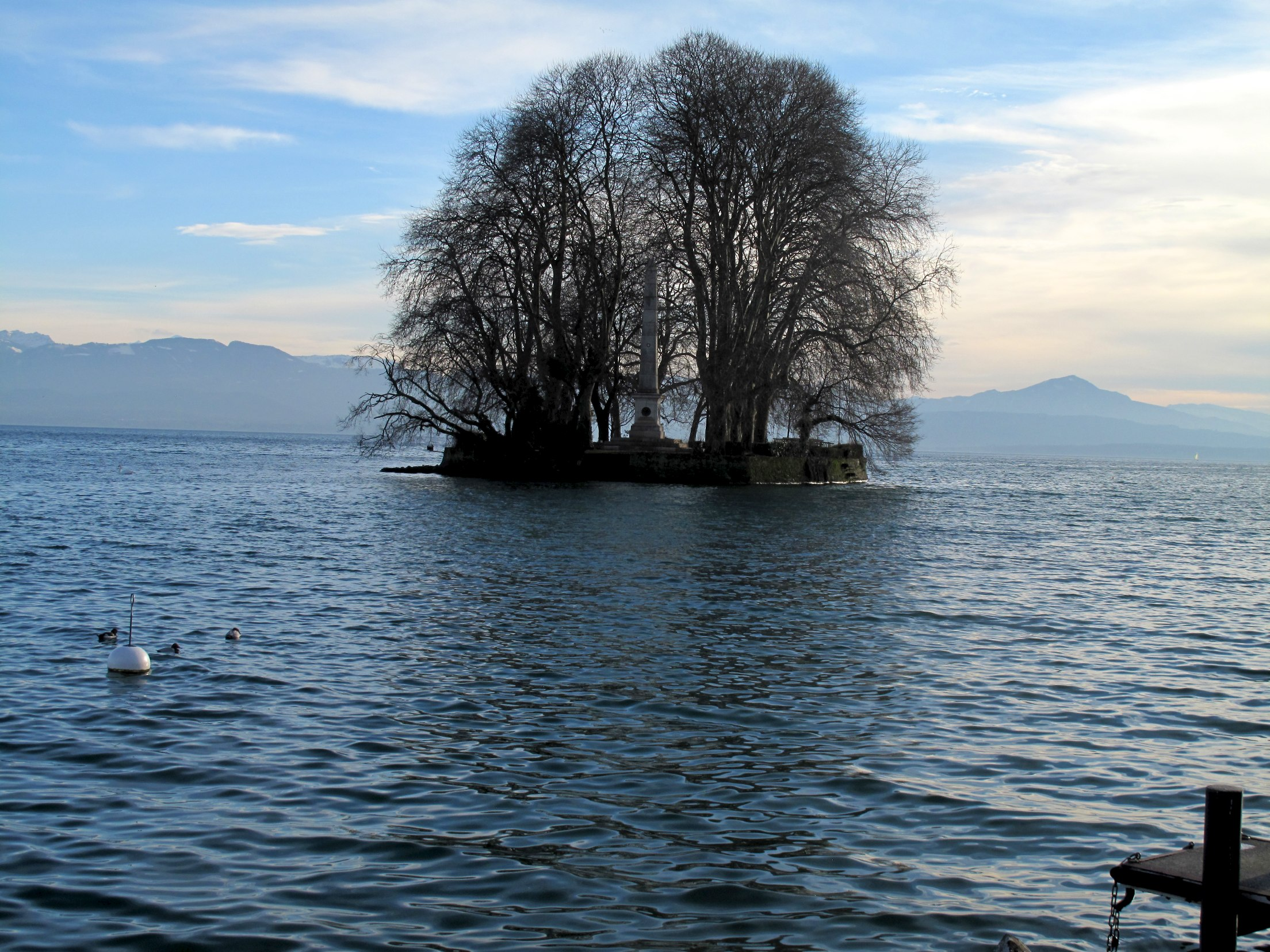
En hiver